# شعر موج سوم
شعر موج سوم یا شعر دههٔ شصت گونه‌ای از شعر نو فارسی است که اولین بار در دی‌ماه ۱۳۶۶ توسط فرامرز سلیمانی اعلام موجودیت کرد.

## پیش‌زمینه
در دوران در تلاطم‌های انقلاب ۱۳۵۷ ایران شعر شعاری و همچنین شعر ذهنگرای سال‌های قبل دیگر محلی از اعراب نداشتند؛ زیرا آن‌گونه شعارها در کوچه و خیابان‌ها جریان داشتند. به همین دلیل شاعران پس از انقلاب، که بعدها به شاعران دههٔ شصت شناخته شدند، به این فکر افتادند که راهی پیدا کنند تا بتوانند دوباره با مخاطب ارتباط پیدا کنند. تلاش‌هایی در این زمینه توسط میرزاآقا عسگری، فرشته ساری، سیدعلی صالحی، شمس لنگرودی، مسعود احمدی و چند تن دیگر انجام شد.

## اعلام وجود
در دی‌ماه ۱۳۶۶ فرامرز سلیمانی طی مقالهٔ بحث‌برانگیز خود در دنیای سخن نوشت: «موج سومی در شعر امروز ایران به تلاطم درآمده‌است.» او در بیان تاریخچه و شناسنامهٔ این سبک یا شیوهٔ شعری موج اول را محصول نیما و شعر «افسانه» و کار شاگردانش می‌دانست و موج دوم را تجربه‌های تازهٔ دوران پرجنب‌وجوش دهه‌های ۱۳۴۰ و ۱۳۵۰ قلمداد می‌کرد. بنا بر این تعریف، «موج سوم» فرزند انقلاب و جنگ و تحولات اخیر جامعهٔ ایران بود. از دید موج سومی‌ها، تحولات جامعه نسلی تازه و روحیه‌ای نو خلق کرده بود و شاعر این نسل، عصر جدید را در شعر خود منعکس می‌کرد.

## دیدگاه دیگران
منتقدین «موج سوم» معتقدند که مبدأ تاریخی و نقطهٔ آغاز زمانی به عنوان انگیزه و علت مادی حرکت این شیوهٔ جدید روشن و دقیق نیست. به بیان دیگر، موج سومی‌ها موج اول و دوم را در بستر تحولات شعری و تجربیات ادبی شاعران قرن اخیر (اول نیما و بعد شاعران دو دههٔ ۱۳۴۰ و ۱۳۵۰) و نقطهٔ شروع خود را با ملاکی تاریخی و اجتماعی (انقلاب و جنگ) تعریف می‌کنند. به عبارت دیگر از آن‌جا که در برخورد با این سه موج، گاه تحول شعری و گاهی تحولات اجتماعی مبنای کار قرار می‌گیرد، این امر بحث موج سوم را مغشوش و از هم گسیخته می‌سازد.
توضیحات مدافعین «موج سوم» در این مورد از آنچه که در بالا ذکر شد فراتر نمی‌رود. فرامرز سلیمانی در مصاحبه‌ای با فصل گرگان تکرار می‌کند که شعر موج سوم «شعر انقلاب است که از سال ۱۳۵۷ پاگرفته» و منحصر به دههٔ ۶۰ نیست. موج دوم را این‌بار در محدودهٔ زمانی مشخصی یعنی از چندسالی قبل از دههٔ ۴۰ تا چندسالی به پایان دههٔ پنجاه در یک دورهٔ بیست‌وپنج‌سالهٔ «سمبولیسم» می‌خواند و آن‌گاه دو چهره برای شعر معاصر ترسیم می‌کند: «یکی شعری با لحن تند و صریح و آشکار و عصبی اجتماعی و سیاسی، و دیگری شعری که به لحظه‌های ناب با کلامی مجرد می‌پرداخت و تجربه‌های روزانه را کوشش داشت به شکل تجربه‌ای مانا درآورد.» بدین ترتیب او موجب سوم را این‌بار در بستر تحولات شعری و ادامهٔ تجربیات «شعر موج نو»، «شعر حجم» و «شعر ناب» قرار می‌دهد بدون این‌که حرف خود را دربارهٔ «منشأ وجودی» موج سوم و «دو رویداد تاریخی و اجتماعی ده سال اخیر - یعنی انقلاب و جنگ» پس بگیرد.

## خصوصیات شعری

### تأثیر زبان شعری قبل از انقلاب
- تأثیر منوچهر آتشی: خشونت حماسی جنوب

منوچهر آتشی در اواخر دههٔ ۳۰ با «آهنگ دیگر» در شعر معاصر به تجربه‌ای تازه دست می‌زند. او با کشف و شهود در طبیعت جنوبی و وحشی به نوعی خشونت غریزی در شعر دست می‌یابد. اما آنچه خشونت شعری آتشی را از عنصر خشونت آشفته و غیرمنسجم برخی از شاعران قبل و بعد از خودش (مثلاً از نصرت رحمانی یا کیومرث منشی‌زاده) متمایز می‌کند به‌جز حضور «جنوب»، لحن حماسی آن است.
شعرهای آتشی در دهه‌های ۳۰ و ۴۰ و ۵۰ شعر کویر است و عناصر طبیعی این کویر حماسه و خشونت را با هم می‌آمی‌زند.
گذشته از آن، عشق و امید و آرزو نیز خود را به این طبیعت جنوبی غرق می‌کند و احساس تنها در مثلث خشونت-حماسه-جنوب چهره نشان می‌دهد.
اما عناصر شعری آتشی در شعر شاعران جوان و «شهری» موج سومی دقت و تشخص توصیف‌ها و تصویرپردازی‌های او را ندارد و از فضای روستایی-بومی کویر فاصله می‌گیرند. این امر هنگام مقایسهٔ تم‌های مشترک و مشابه به‌روشنی به چشم می‌خورد.
بر طبل واژگون عزا می‌کوبند

و شیون مداومی از خاک

در نیمروز تعزیه

بر آسمان سوخته تبخیر می‌شود

(منوچهر آتشی)

اینک

در قتلگاه شقایق

جیغ مضطرب گنجشک

ملال تعزیه را

در لحظه‌های ترحیم دشت پخش می‌کند

(هوشنگ رئوف)
- تأثیر احمدرضا احمدی: آشفتگی و شتاب

سوررئالیسمی که در شعر احمدرضا احمدی موج می‌زند از یک گیجی و آشفتگی گاه تعمدی برخوردار است. او سعی می‌کند تا در ورای یک «ضدفرم»، یک شکل ذهنی و برونی آشفته و چندپارهٔ دنیای احساسی تازه خلق کند. در نقد شعر او رضا براهنی نوشته بود: «شعر احمدی مثل آوازی است که بچه‌ای وحشت‌زده در کوچه‌ای تاریک سر داده‌است. کلمات او گاهی مفاهیمی شاد دارند ولی از لحن آواز می‌توان فهمید که بچه‌ای وحشت‌زده آن را می‌خواند.» (طلا در مس، ص۶۱۸) بچه‌ای با احساسی دوگانه که حرف‌هایش را جویده و شتابان می‌زند. این «اسکیزوفرنی» حاکم بر شعر احمدرضا احمدی هرگز با تعمق نقد و بررسی نشده‌است.
امروز بیش از بیست سال از شروع تجربه‌های او، در بعدی جهانی، منتقدین هنر بعد از دوران مدرن را با خصوصیتی به نام اسکیزوفرنی هنری متمایز می‌کنند. عنصر «اسکیزوفرنی» آن‌گونه که امروز اغلب منتقدین هنری غرب در نظر دارند بر اساس مطالعات ژاک لکان بنا شده‌است. برخلاف علم پزشکی امروز که بیماری اسکیزوفرنی را بیماری «اختلال فکر» می‌داند، لکان آن را بیماری زبان و «اختلال زبان» می‌شناسد که بخشی از تجربهٔ کسب توانایی ارتباط انسان‌هاست. لکان در تحلیل زبان‌شناسانهای از «تضاد اودیپوس» آن را نه در رقابت جنسی فرد با پدرش برای به دست آوردن توجه و عشق مادر، بلکه در مقابل حیطهٔ اقتدار پدر در حوزهٔ عملکرد زبانی می‌داند. بنابراین اسکیزوفرنی حاصل عدم توفیق نوزاد در حوزهٔ زبان و توانایی ارتباط است. (شاید بی‌دلیل نیست که در شعر احمدرضا احمدی نیز معمولاً مادر مرکزیت دارد؛ حتی پس از مرگش حاضر و زنده‌است درحالی که پدر همیشه با خاطره‌هایی یاد می‌شود که گویی قرن‌ها مدفون است.)
موج سومی‌ها می‌گویند برای شعر گفتن فرصت کم است: «فرصت نه بدان میزان است که از بالا بر این پهنهٔ بی‌کران بنگری و به تأملی دراز بنشینی که موج می‌آید و از سرت می‌گذرد و فریادت به خاموشی می‌گراید.» یا در جای دیگر می‌نویسند: «شاعر معاصر نو و تازه و پرطراوت است. تازگی، تحول، حرکت و شتاب موج‌وار از مشخصات دوران معاصر است» یا این‌که «شاعر امروز سراپا عریان به دیدار جهان می‌شتابد و کشف هستی را با ابهام و ایهام خیال و کلام بر عهده دارد. شتاب زمان او را نیز به شتاب وامی‌دارد.» این «موج شتابزده لحظه‌های زندگی امروز» به‌شدت از کلام احمدرضا احمدی متأثر است گو این‌که گاه با ایجاز بیشتری چهره نشان می‌دهد:
«آشفته از خیال یک لانه

خونی پر از ستاره و نرگس

آکنده از

تصویر برج»

(از «لانه‌ها»، هرمز علی‌پور)
برای شاعران موج سوم هم انگار «فرصت بازگشت نیست که در روشنایی برای بازی با واژه‌ها احوالپرسی کنند» این آشفتگی و شتاب به رغم آن‌که تمامی ابعاد شعر اسکیزوفرنی را در خود ندارد از بعضی خصوصیات که در بالا برشمرده‌ایم بی‌بهره نیست. مثلاً هنگامی که «آوا» و ارزش‌های آوایی «دلالت» و استفادهٔ طبیعی نشانه‌ها را تحت سلطهٔ خود می‌گیرد:
«در راه که می‌آمدم

به بنفشه‌های بی‌اعتبار بهار

سلام کردم

با بنفشی گرم و عمیق

دست دادم...»

(محمدرضا اصلانی)
و یا هنگامی که تصویرهای شتابان و بریده تجربهٔ اسکیزوفرنیک زمان و هویت شخصی را رقم می‌زنند:
«سلام!

بامداد ازل

نخستین تن

اولین آغاز

جوانب من

یک‌سره خالی‌ست

صبحانه با منی

تا به شام آخر

من

شکل هیچ چهره‌ای نیستم.»

(فیروزه میزانی)
و یا زمان که بیان سورئالیستی شاعر موج سومی با طرح «دنیای غیرواقعی» در برش‌های کوتاه و هذیانی تصویر و احساس جهان‌شمول‌تر را در ورای خود نقاشی می‌کند:
«اینک سرسام بر چهچههٔ نور

در اقلیم آینه‌های بیضی‌شکل

جنین روز در زهدان ساعت زوزه می‌کشد»

(کامیار شاپور)
شاید شاعر موج سومی به اقتضای زمانه یا جهانی که پیرامون خود می‌بیند یا می‌سازد به این شتاب و آشفتگی و عدم تداوم در زبان و زمان نیازمند است یا شاید به قول گیورگ لوکاچ از «طبیعت پاره‌پارهٔ ساختار جهان» و بی‌نظمی روزگارش آگاه است و «آن را به دنیای فرم‌ها» منتقل می‌کند تا ساختمان شعر او آینهٔ واقعیتی شود که او را می‌بیند. هرچه که هست در انعکاس شعر او، در کوتاهی و سرعت پرداختنش تصویر شعر احمدرضا احمدی سایه می‌افکند:
«آتش بزن

ذهن گذشته را:

دیدارها

خاکستری‌ست!»

(کاوه بهمن)

## شاعران موج سوم
سلیمانی شعر محمدحسین مدل را جزو «موج سوم» می‌داند. او از ویژگی‌های شعر مدل را خیال و ایجاز او در حرکت‌های تازهٔ پسانیمایی می‌داند. همچنین معتقد است او آلودهٔ تفکر و تصمیم نیست بلکه در زبان و شعر تجربه می‌شود و در خویشتن خود راه می‌پیماید و سپری می‌شود و تکیه و آبروی او تنها در تن اوست و «شاعر از جمع تنان و بسیاران امروز است که آشکارا و پنهان رؤیا را ارج می‌نهند.»
از دیگر شاعران شعر موج سوم می‌توان به شاعران زیر اشاره کرد: هوشنگ رئوف، تقی خاوری، محمدعلی فرشته حکمت

## پی‌نوشت
1. ↑  زرین‌پناه، «مخاطب شعر همدلانه می‌خواهد»، بی‌بی‌سی فارسی.
2. ↑  احمدی، «موج سوم در ترازو - بخش اول»، فصلنامهٔ ایران‌شناسی، ۵۵۶.
3. ↑  احمدی، «موج سوم در ترازو - بخش اول»، فصلنامهٔ ایران‌شناسی، ۵۵۷.
4. ↑  احمدی، «موج سوم در ترازو - بخش اول»، فصلنامهٔ ایران‌شناسی، ۵۵۷.
5. ↑  احمدی، «موج سوم در ترازو - بخش اول»، فصلنامهٔ ایران‌شناسی، ۵۵۹.
6. ↑  احمدی، «موج سوم در ترازو - بخش اول»، فصلنامهٔ ایران‌شناسی، ۵۵۹.
7. ↑  احمدی، «موج سوم در ترازو - بخش اول»، فصلنامهٔ ایران‌شناسی، ۵۵۹.
8. ↑  احمدی، «موج سوم در ترازو - بخش اول»، فصلنامهٔ ایران‌شناسی، ۵۶۱.
9. ↑  احمدی، «موج سوم در ترازو - بخش اول»، فصلنامهٔ ایران‌شناسی، ۵۶۳.
10. ↑  احمدی، «موج سوم در ترازو - بخش اول»، فصلنامهٔ ایران‌شناسی، ۵۶۹.
11. ↑  احمدی، «موج سوم در ترازو - بخش اول»، فصلنامهٔ ایران‌شناسی، ۵۷۰.
12. ↑  احمدی، «موج سوم در ترازو - بخش اول»، فصلنامهٔ ایران‌شناسی، ۵۷۱.
13. ↑  «موج شفاف شعر: اشاره‌ای به حرکت‌های تازه در شعر محمدحسین مدل، فرامرز سلیمانی، اعتماد ملی، ۱۳ آبان ۱۳۸۵ (شمارهٔ ۲۱۹)، ص۱۰». بایگانی‌شده از اصلی در ۱۲ ژانویه ۲۰۱۲. دریافت‌شده در ۲۴ سپتامبر ۲۰۱۱.
14. ↑  احمدی، «موج سوم در ترازو - بخش اول»، فصلنامهٔ ایران‌شناسی، ۵۶۱.
15. ↑  احمدی، «موج سوم در ترازو - بخش اول»، فصلنامهٔ ایران‌شناسی، ۵۶۲.
16. ↑  احمدی، «موج سوم در ترازو - بخش اول»، فصلنامهٔ ایران‌شناسی، ۵۶۲.